# Евдокимов, Алексей Антонович
Алексей Антонович Евдокимов (17 марта 1906 — ?) — советский военный деятель, полковник, участник Великой Отечественной и советско-японской войн.

## Биография
Алексей Антонович Евдокимов родился 17 марта 1906 года в городе Санкт-Петербурге. В октябре 1928 года был призван на службу в Рабоче-Крестьянскую Красную Армию. В 1929 году окончил школу младшего командного состава, в 1933 году — Севастопольскую школу зенитной артиллерии, после чего служил на командных должностях в различных частях зенитной артиллерии. Участвовал в боях на реке Халхин-Гол, будучи командиром батареи. С мая 1941 года командовал дивизионом 741-го зенитно-артиллерийского полка Витебского бригадного района ПВО. Здесь его застало начало Великой Отечественной войны.
С первых дней Великой Отечественной войны — на её фронтах. Участвовал в боях в Белорусской ССР, Смоленском сражении. Во время сражений на Соловьёвской переправе после гибели командира полка и ранения начальника штаба принял командование 741-м полком. В сентябре 1941 года полк Евдокимова был преобразован в 172-й отдельный зенитно-артиллерийский дивизион. Участвовал в битве за Москву на Дмитровском направлении. В ходе контрнаступления под Москвой дивизион Евдокимова сражался на Истринском и Сухиничском направлениях, не раз вёл огонь прямой наводкой по наземным силами противника. С декабря 1942 года был заместителем командующего артиллерией 16-й (впоследствии — 11-й гвардейской) армии. Участвовал в Курской битве. В апреле 1944 года стал командиром 17-й зенитно-артиллерийской дивизии Резерва Главного Командования. Участвовал в освобождении Белорусской ССР и Прибалтики, боях против Курляндской группировки противника.
Участвовал в советско-японской войне во главе всё той же дивизии. После завершения боевых действий продолжал службу в Советской Армии. В 1946 году окончил Высшие академические курсы при Военной артиллерийской академии имени Ф. Э. Дзержинского. В 1950—1953 годах командовал 6-й гвардейской зенитно-артиллерийской дивизией, дислоцировавшейся в Восточной Германии. Вернувшись в СССР, был заместителем командующего механизированной армией в Белорусском военном округе. В сентябре 1953 года в звании полковника был уволен в запас. Дальнейшая судьба не установлена.

## Награды
- 4 ордена Красного Знамени (ноябрь 1939 года, 22 марта 1942 года, 15 октября 1944 года, 20 июня 1949 года);
- Орден Александра Невского (17 августа 1943 года);
- Орден Красной Звезды (3 ноября 1944 года);
- Медаль «За оборону Москвы» и другие медали.